# Ii

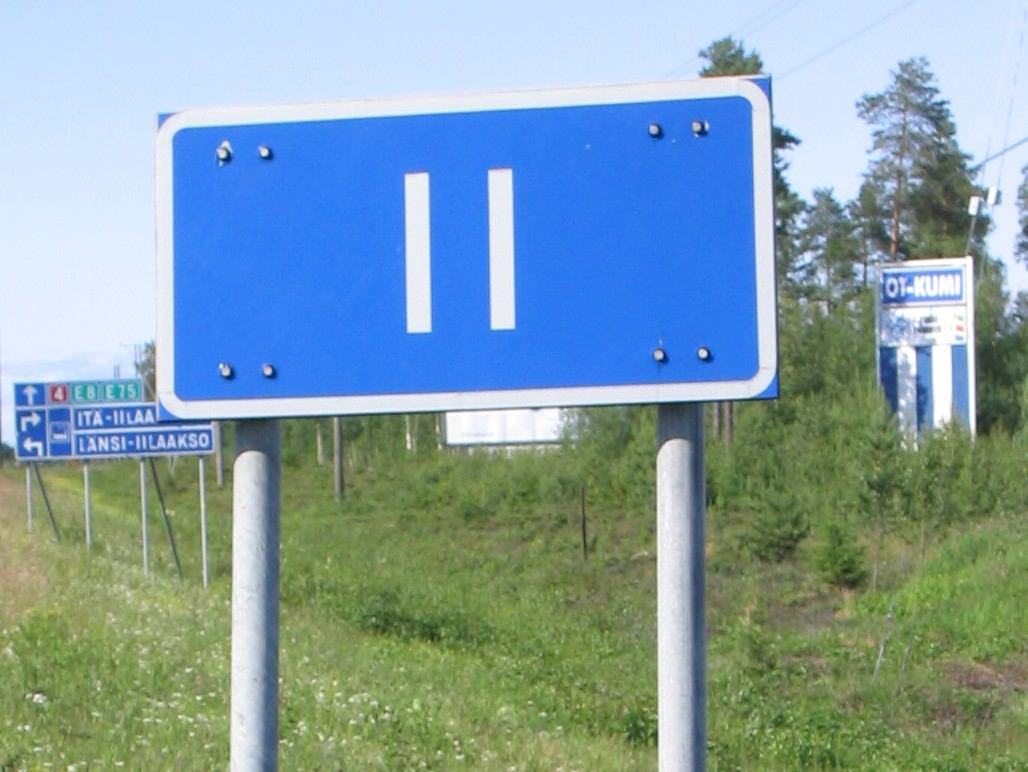
Biển báo giao thông ở cửa ngõ Ii

Ii (Ijo trong tiếng Thụy Điển) là một đô thị của Phần Lan.
Đô thị này nằm ở tỉnh Oulu trong vùng Bắc Ostrobothnia. Đô thị này có dân số 8.992 người (31.01.2007) với diện tích là 635,24 km² trong đó có 15,38 km² là diện tích mặt nước. Mật độ dân số là 10,3 người trên mỗi km².
Đô thị này chỉ sử dụng tiếng Phần Lan.
Ii được sáp nhập với Kuivaniemi vào ngày 1 tháng 1 năm 2007. Đô thị này có tên là Ii.